# فورد تاندربیرد (نسل هفتم)
فورد تاندربیرد (نسل هفتم) (Ford Thunderbird (seventh generation)) خودرویی است که در سال‌های ۱۹۷۷ تا ۱۹۷۹ در شیکاگو، لس‌آنجلسو ونزوئلا تولید شده‌است.
طراحی آن خودروهای موتور جلو-محور عقب بوده است.